# Emöke Pöstenyi

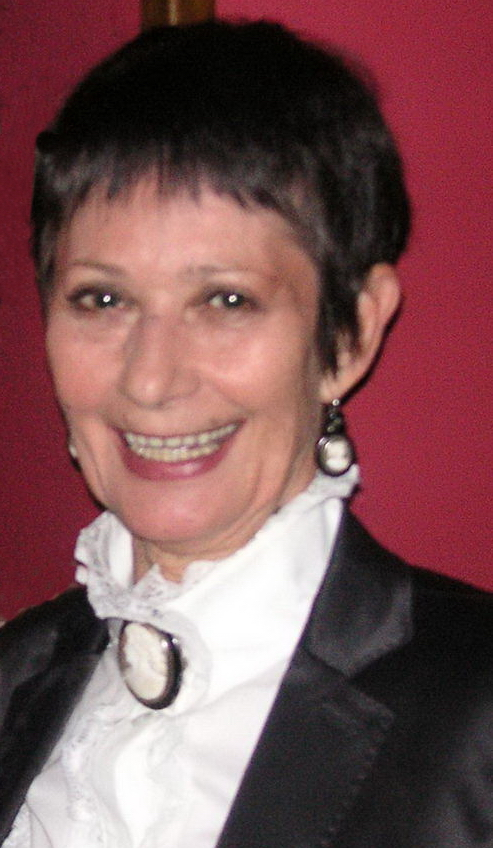
Emöke Pöstenyi im Friedrichstadt-Palast Berlin, Oktober 2008

Emöke Pöstenyi (anhörenⓘ; * 15. März 1942 in Budapest) ist eine ungarische Tänzerin und Choreografin. Als Solotänzerin des Fernsehballetts war sie in Unterhaltungsshows des DDR-Fernsehens präsent, außerdem trat sie bei Tourneen und Galas auf.

## Leben
Pöstenyi interessierte sich zusammen mit ihrer Schwester frühzeitig für Tanz und Ballett. Die Eltern förderten den Bewegungsdrang und sorgten für die Anbringung eines Trapezes und von Turnringen in der heimischen Wohnung, an denen beide Mädchen fleißig üben konnten. Zusätzlich zu der soliden Schulausbildung besuchte sie ab dem 9. Lebensjahr eine private Ballettschule.
Nach dem Abitur in Ungarn wurde ihre Tanzbegabung von Talentesuchern aus der DDR entdeckt und sie erhielt eine Einladung in dieses Land. Sie wollte in Absprache mit der Mutter zwei Jahre bleiben und zog 1960 zunächst nach Thüringen. Sie erhielt am Theater Meiningen ein Engagement, danach in Dresden und bald am Berliner Friedrichstadt-Palast.
Ein Jahr nach der Gründung des Deutschen Fernsehballetts, 1963, begann Emöke Pöstenyi dort zu tanzen. Ab 1967 begann die solistische Karriere gemeinsam mit Susan Baker als Solistenduo, gefördert vom Choreografen Walter Schumann. Emöke Pöstenyi wurde im Duo mit Susan Baker zu einer der erfolgreichsten Solotänzerinnen des Deutschen Fernsehballetts.
Das Engagement beim Deutschen Fernsehballett der DDR war einer der Hauptgründe für ihren Verbleib in der DDR. Hier heiratete sie den Drehbuchautor Wolfgang Kohlhaase. Neben aktivem Tanz begann sie ab 1979 eigene Choreographien zu schreiben und war damit sehr erfolgreich. Im Sommer 2002 gab Emöke ihren Ruhestand bekannt und zog sich weitestgehend auf ihren Landsitz in der Nähe von Bad Saarow zurück.

## Künstlerischer Werdegang
Emöke Pöstenyi war als Tänzerin das Aushängeschild des Fernsehballetts in den 1960er und 1970er Jahren. Daneben hatte sie mit dem 30 Mitglieder umfassenden Ensemble regelmäßige Auftritte bei den Revuen im Friedrichstadt-Palast und bei Auslandstourneen. Zusammen mit Susan Baker bildete Emöke ein sehr erfolgreiches Tanzduo. Die Sängerin Gerti Möller lieh ihr und Susan Baker die Gesangsstimme.
Ab 1980 choreografierte sie für das Fernsehballett, für den Friedrichstadt-Palast sowie für Aufführungen an der Komischen Oper, Staatsoper und dem Metropoltheater. In diesen Jahren arbeitete die Pöstenyi mit zahlreichen DDR-Künstlern wie Dagmar Frederic, Petra Kusch-Lück oder Helga Hahnemann zusammen. Unter ihrer künstlerischen Leitung bildeten sich viele Tänzerpersönlichkeiten beim Fernsehballett heraus, dazu zählen unter anderem André Höhl, Maik Damboldt und Jana Torneva.
Als Anfang der 1990er-Jahre das DDR-Fernsehen abgewickelt wurde, hat Pöstenyi ihre Compagnie zusammengehalten und sich für deren weitere Existenz eingesetzt. Obwohl sie mit organisatorischen Aufgaben bis dahin nicht vertraut war, übernahm sie das ehemalige Fernsehballett eigenständig. Im Anbetracht einer ungewissen Zukunft für die Tänzerinnen und Tänzer nutzte sie die Preisvergabe des Telestar 1991, um mit einem leidenschaftlichen Appell an die Unterhaltungsbranche sowie an die Zuschauer für den Erhalt des Fernsehballetts zu werben. Ende Dezember 1991 bot der MDR dem Ballett die Anbindung an deren ARD-Anstalt an. Rasch wurden weitere potenzielle Gesellschafter gefunden, die sich für das Ballett engagierten und dessen Zukunft sichern.
Nach der Beendigung der Ballettarbeit und der choreografischen Tätigkeit entdeckte Pöstenyi ihre Lust am künstlerischen Gestalten. Speziell Wurzeln und Hölzer bemalt sie und dekoriert damit ihr Heim oder verschenkt die Werke an Freunde und Bekannte.

## Darstellung in der bildenden Kunst
- Brigitte Handschick: Choreographin Emöke Pöstényi (1990, Öl/Acryl auf Leinwand, 150 × 120 cm)[3]

## Werkbeispiele

### Filmografie
- 1964: Pension Boulanka
- 1968: 12 Uhr mittags kommt der Boß
- 1972: Der Mann, der nach der Oma kam
- 1972: Liebe 2002
- 1977: Max auf Reisen (Fernsehfilm)

### Buchpublikation
- Das Fernsehballett. Mein Leben mit dem Tanz. Verlag Bild und Heimat, Reichenbach, 2020; ISBN 978-3-95958-251-3

## Ehrungen
- 2017: Goldene Henne (Ehrenhenne)